# Massimiliano Maisto
Pour les articles homonymes, voir Maisto.
Massimiliano Maisto, né le 27 août 1980 à Milan, est un coureur cycliste italien, professionnel de 2006 à 2008.

## Palmarès
- 2001
  - 2e de la Cronoscalata Gardone Val Trompia-Prati di Caregno
- 2002
  - Bologna-Raticosa
- 2003
  - Bassano-Monte Grappa
  - 2e étape du Tour du Frioul-Vénétie julienne
  - 9e étape du Baby Giro
  - Giro Ciclistico del Cigno
  - Parme-La Spezia
  - 2e du championnat d'Italie élites sans constat
- 2004
  - Gran Premio Sportivi San Vigilio
  - 3e du Giro delle Valli Cuneesi
- 2005
  - Coppa Cantina Valtidone
  - Trophée Matteotti espoirs
  - 3e du Giro delle Valli Cuneesi
  - 3e de la Coppa Cicogna
- 2008
  - Tour du Jura

## Classements mondiaux
| Année           | 2005 | 2006 | 2007 | 2008 |
| --------------- | ---- | ---- | ---- | ---- |
| UCI Europe Tour | 505e | 369e | 397e | 281e |